# نيكولاس شاكلتون
نيكولاس شاكلتون جيولوجي إنجليزي، عالم مناخ قديم متخصص في العصر الرباعي، كان والده الجيولوجي الميداني المتميز روبرت ميلنر شاكلتون، وكان ابن شقيق المستكشف إرنست شاكلتون.